# Australian Indoor Championships 1991
L'Australian Indoor Championships 1991 è stato un torneo di tennis giocato cemento indoor del Sydney Entertainment Centre di Sydney in Australia. Il torneo fa parte della categoria ATP Championship Series nell'ambito dell'ATP Tour 1991. Si è giocato dal 30 settembre al 7 ottobre 1991.

## Campioni

### Singolare maschile
Stefan Edberg ha battuto in finale  Brad Gilbert con il punteggio di 6–2, 6–2, 6–2

### Doppio maschile
Jim Grabb /  Richey Reneberg hanno battuto in finale  Luke Jensen /  Laurie Warder con il punteggio di 6–2, 6–3